# Zielregionen der europäischen Kohäsionspolitik
Um das wirtschaftliche und soziale Gefälle innerhalb der Europäischen Union auf Ebene der Regionen zu verringern, unterstützt die Europäische Union einzelne Interventionsmaßnahmen oder vollständige Interventionsprogramme der Mitgliedstaaten. 

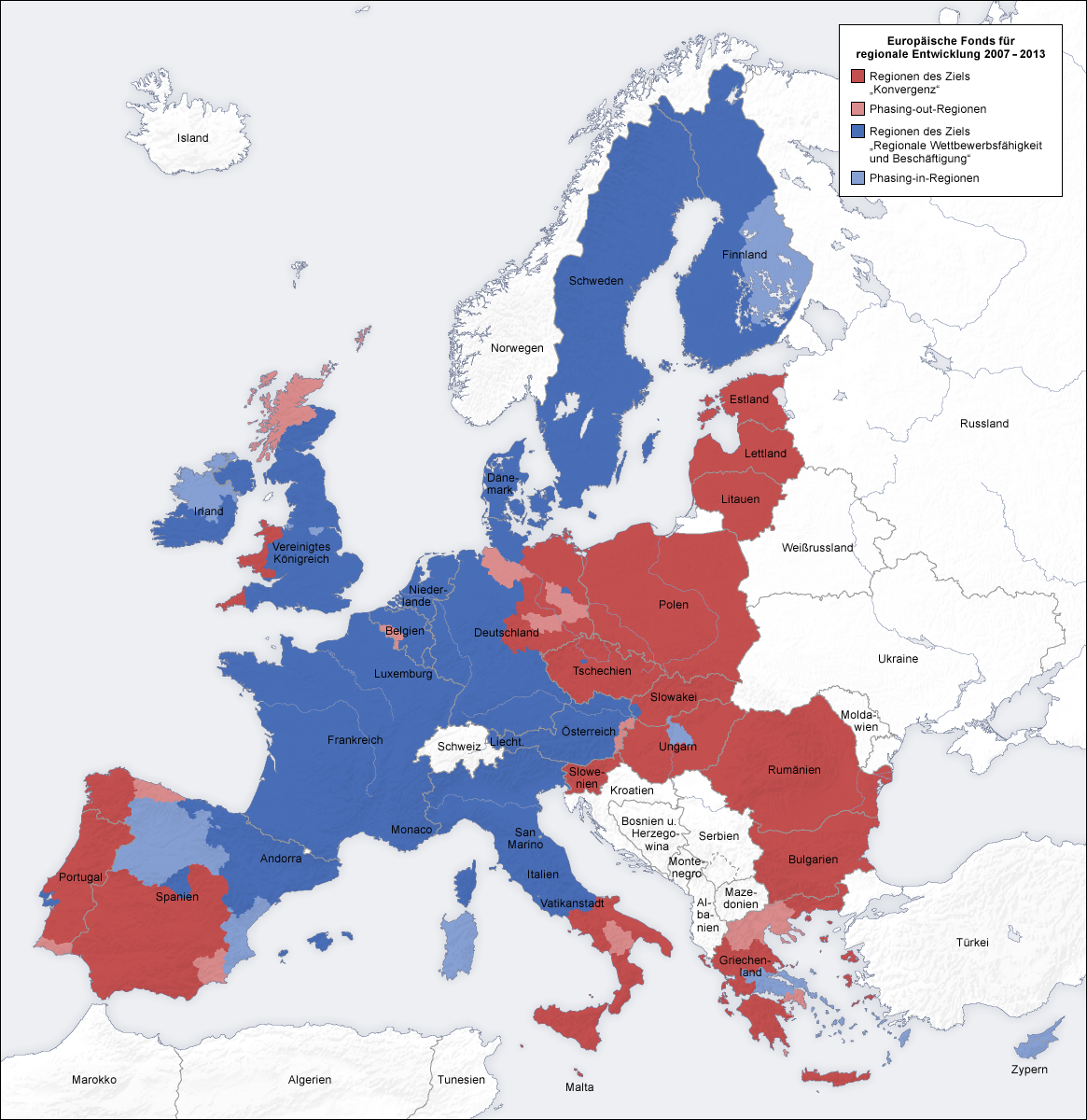
EFRE 2007–2013

## Zweck
Die Kohäsionspolitik hat zum Ziel der Stärkung des wirtschaftlichen Wachstums sowie der Erhöhung der Wettbewerbsfähigkeit und Beschäftigung innerhalb der Gemeinschaft beizutragen.
Zu diesem Zweck hat die Europäische Union im Rahmen ihrer Kohäsionspolitik den Europäischen Fonds für regionale Entwicklung (EFRE), den Europäischen Sozialfonds (ESF) sowie den Kohäsionsfonds eingerichtet. Die zentrale Rechtsverordnung bildet hierbei Verordnung (EG) Nr. 1083/2006 des Rates vom 11. Juli 2006 mit allgemeinen Bestimmungen über den Europäischen Fonds für regionale Entwicklung, den Europäischen Sozialfonds und den Kohäsionsfonds.
Zur grundsätzlichen Bestimmung welcher Fonds in welchem Maße in einer Region eingesetzt werden darf, klassifiziert die Europäische Union verschiedene Zielregionen. Die definierten Zielregionen bestimmen darüber hinaus die maximalen Höchstfördersätze der staatlichen Interventionsmaßnahmen, die maximalen Beihilfeintensitäten sowie die einzelnen fondsspezifischen Regularien.

## Zielregionen
Die Europäische Union unterscheidet in der Förderperiode 2007 bis 2013 zwei grundsätzliche Zielregionen:

### 1. Konvergenz
Zielregion „Konvergenz“ betrifft Mitgliedstaaten und Regionen mit Entwicklungsrückstand. Unter dieses Ziel fallen die Regionen (NUTS-2), deren Pro-Kopf-BIP in Kaufkraftparitäten weniger als 75 % des Gemeinschaftsdurchschnitts betragen.

### 2. Regionale Wettbewerbsfähigkeit und Beschäftigung
Zielregion „Regionale Wettbewerbsfähigkeit und Beschäftigung“ erstreckt sich auf das Gebiet der Gemeinschaft, das nicht unter das Ziel „Konvergenz“ fällt.

## Übergangsregionen
Mit Erweiterung der Europäischen Union sank das durchschnittliche Pro-Kopf-BIP der Gemeinschaft. Aufgrund des eingetretenen statistischen Effektes erfüllten einige Regionen der Gemeinschaft formal nicht mehr die Kriterien einer Konvergenzregion, obwohl die tatsächlichen wirtschaftlichen und sozialen Situationen unverändert blieben.
Diese „Phasing-out Regionen“ erhalten zeitlich befristete Übergangsunterstützungen damit der Konvergenzprozess in diesen Regionen erfolgreich zu Ende geführt werden kann. In Bezug auf die maximalen Beihilfeintensitäten sowie Förderhöchstsätze ordnen sich die einzelnen Bestimmungen der verschiedenen Fonds zumeist zwischen den Minimal- und Maximalwerten der Zielregionen „Konvergenz“ sowie „Regionale Wettbewerbsfähigkeit und Beschäftigung“ ein.